# Largentière
Largentière är en kommun i departementet Ardèche i regionen Auvergne-Rhône-Alpes i sydöstra Frankrike. Kommunen ligger  i kantonen Largentière som ligger i arrondissementet Largentière. År 2022 hade Largentière 1 496 invånare.

## Befolkningsutveckling
Antalet invånare i kommunen Largentière
Referens: INSEE

## Galleri

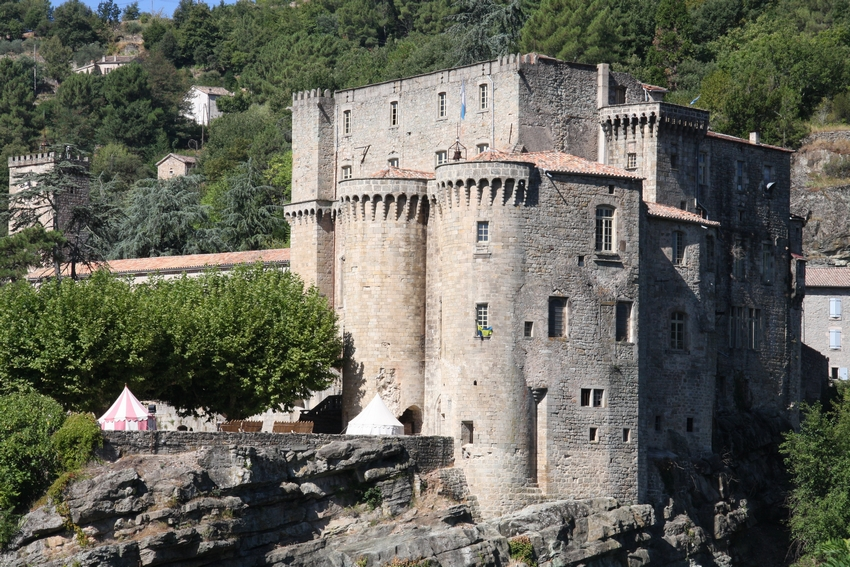
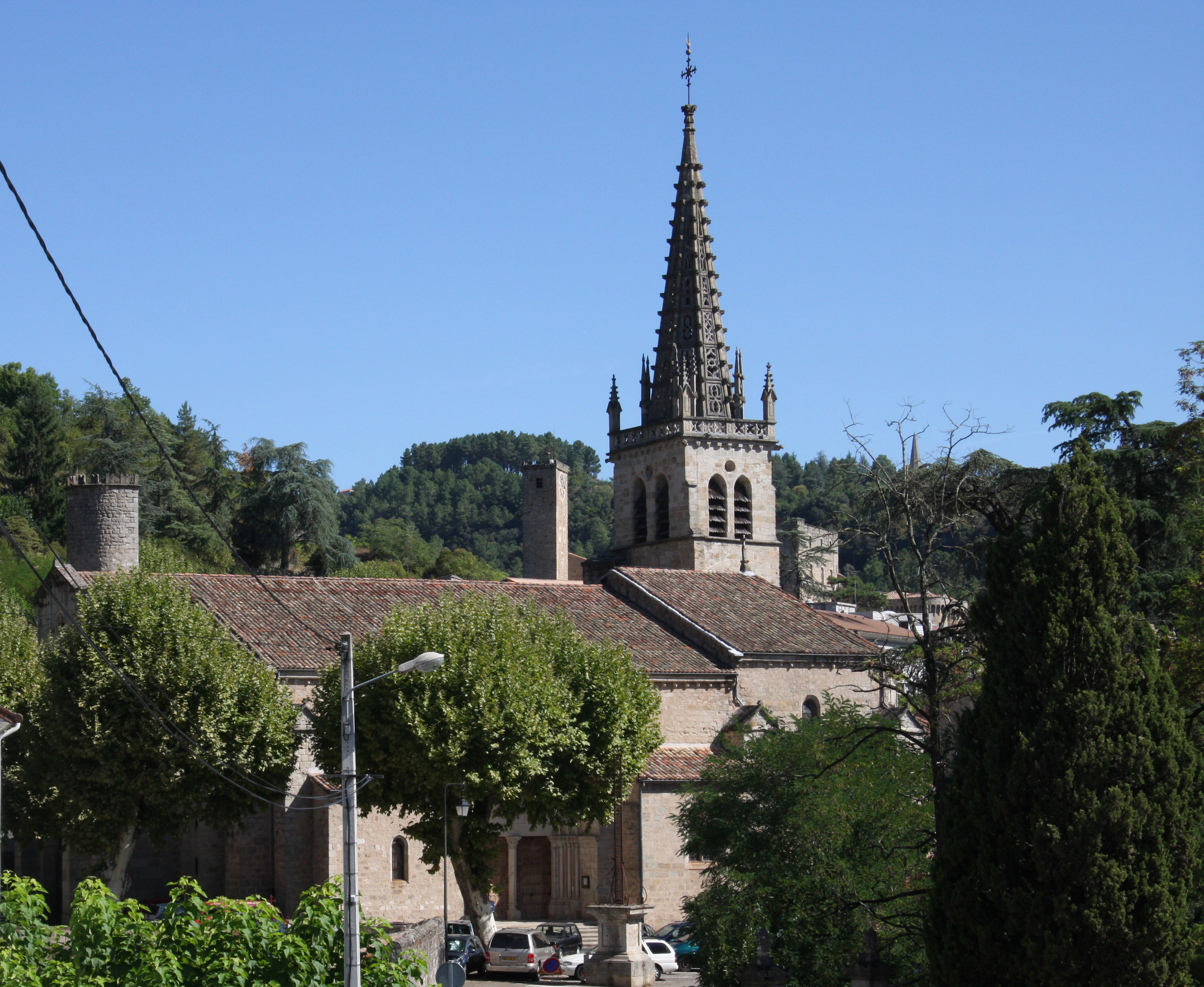
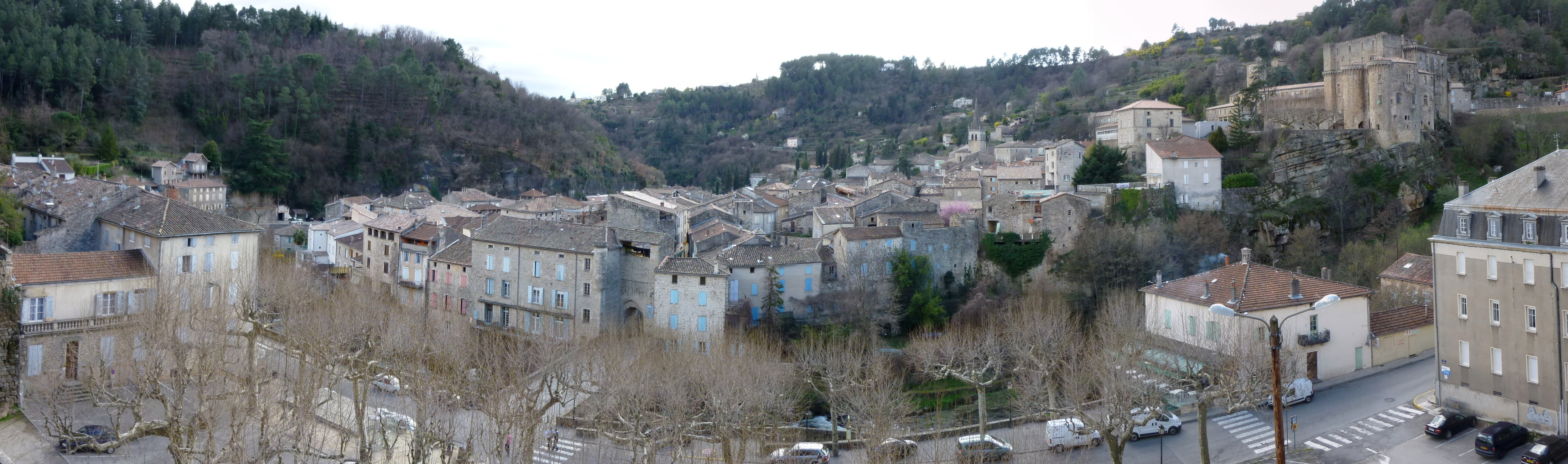
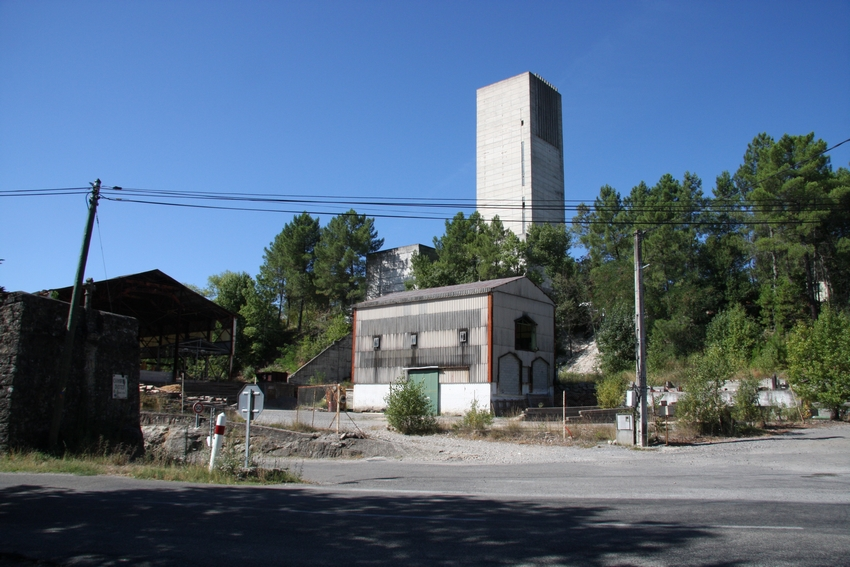
Gruvan
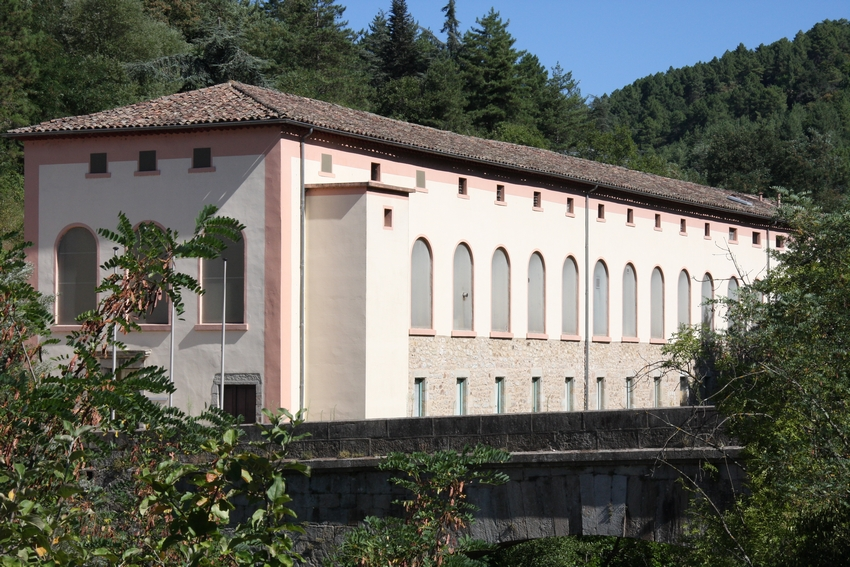